# Mogens Jarset
Mogens Ruthwen Jarset med dæknavnet Bob (26. marts 1912 – 24. oktober 1978) var en dansk modstandsmand, medlem af gruppen Holger Danske. Han var bror til Preben Jarset, der var i samme gruppe.
Jarset var søn af læderhandler Peter Jarset og hustru Astrid f. Veiling og blev selv læderhandler i København. Indtil sin arrestation i januar 1944 nåede han at medvirke i mange aktioner af forskellig art. Han deltog således i våbenkuppet mod militærlejren ved Jægerspris samt kuppet mod militærdepotet ved Grønlands Plads, var med til at skaffe tysk benzin og var med til at befri Josef Søndergaard ("Tom") fra Vestre Fængsel den 5. august 1943.
Med hensyn til sabotage deltog Jarset i sabotagen af Aage Petersens Maskinfabrik på Finsensvej på Frederiksberg, Nordropa på Solbjergvej, en forbindsstoffabrik på Jyllandsvej, Citroënfabrikken i Sydhavnen, Radiometer på Bernhard Bangs Allé, Nordisk Radio Industri på Howitzvej, Løvgrens Vulkaniseringsfabrik på Henrik Steffens Vej og Lillerød Savværk i Allerød. Han havde også andel i sabotagen af Telefonhuset i Dagmarhus, radiomasten ved Nyboder, kabelbrønden ved Øster Voldgade, transformatorerne på Frederiksberg, Kalvøpavillonen, sprængningen af et af tyskerne beslaglagt hus på Platanvej og sprængningen af Forum ved Rosenørns Allé.
Dertil kommer, at Jarset deltog i det første forsøg på at likvidere stikkeren Hedvig Delbo.
7. januar 1944 blev han arresteret af Gestapo. Han blev først sat i Vestre Fængsel og dernæst i tugthus i Schwerin fra februar 1944 og to måneder frem, kom derefter tilbage til Vestre fængsel, og fra 13. december 1944 var han indsat i koncentrationslejren Neuengamme, indtil han blev befriet af Røde Kors kort før befrielsen. 